# An-Li Pretorius
An-Li Pretorius   (Pretòria, 16 d'agost de 1987) coneguda també amb el nom de casada com An-Li Pretorius-Kachelhoffer, és una ciclista sud-africana, professional des del 2010. Actualment (2017) corre a l'equip Lotto Soudal Ladies. Ha guanyat diferents campionats nacionals, tant en ruta com en contrarellotge. Ha participat en els Jocs Olímpics de 2016. Està casada amb el també ciclista Hanco Kachelhoffer.

## Palmarès
- 2015
  - Campiona d'Àfrica en contrarellotge per equips
  - Vencedora d'una etapa al Tour de l'Ardecha
- 2016
  - Campiona d'Àfrica en contrarellotge per equips
  -  Campiona de Sud-àfrica en ruta

Fonts: